# Organización Internacional para los Refugiados

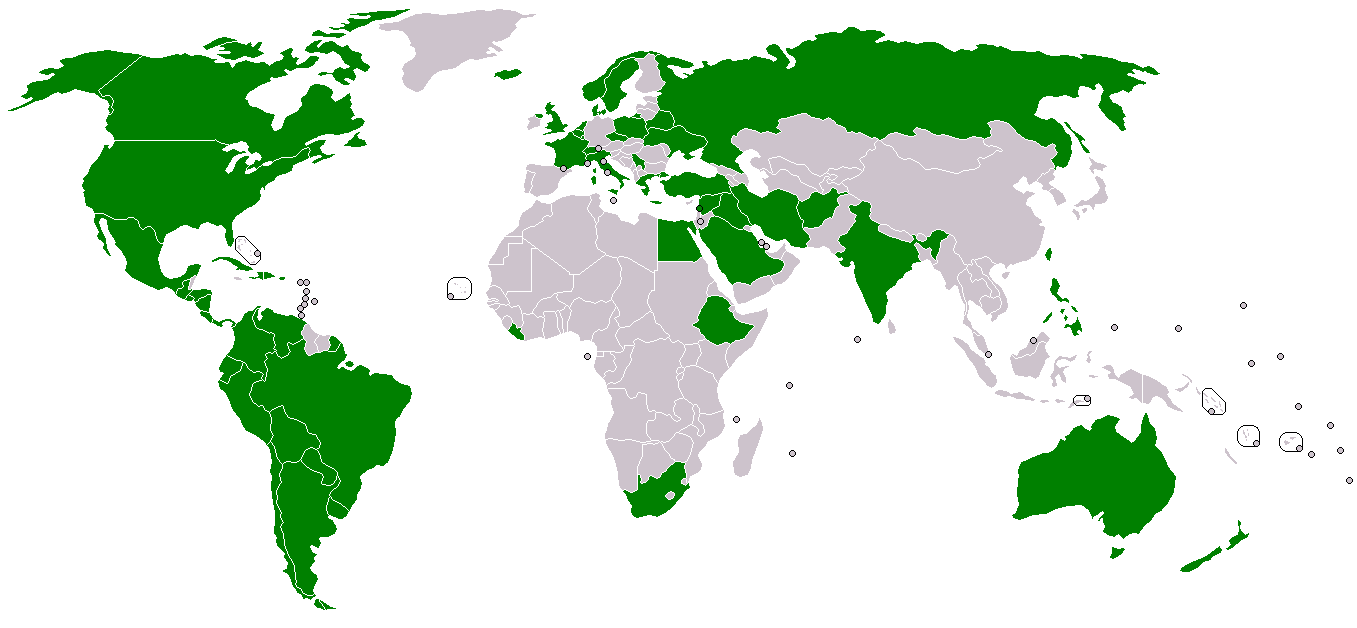
Miembros de la OIR (Organización Internacional para los Refugiados)

La Organización Internacional para los Refugiados (OIR) era una agencia especializada de las Naciones Unidas, creada el 20 de agosto de 1946 para encargarse de la gran cantidad de refugiados surgida tras la Segunda Guerra Mundial. Para ello, se hizo cargo de la mayoría de las funciones de la organización predecesora, Administración de Ayuda y Rehabilitación de las Naciones Unidas. La OIR dejó de funcionar en 1952, cuando fue reemplazada por el Alto Comisionado de las Naciones Unidas para los Refugiados. 
La Constitución de la OIR fue adoptada por la Asamblea General de las Naciones Unidas el 15 de diciembre de 1946. Esta especificaba el campo de operaciones de la agencia. De manera controvertida se definía a las "personas de origen étnico alemán" que habían sido expulsadas o iban a ser expulsadas de sus países de nacimiento hacia la Alemania de la posguerra, como individuos que "no serían preocupación de la Organización". Esto excluía de su campo de acción a un grupo que superaba en número a todos los desplazados de los demás países europeos en conjunto. Asimismo, debido a desacuerdos entre los aliados occidentales y la Unión Soviética, la OIR solo trabajaría en áreas controladas por ejércitos de ocupación occidentales.
La Organización Internacional para los Refugiados fue aceptada por 18 países: Australia, Bélgica, Canadá, República Popular de China, Chile, Dinamarca, República Dominicana, Francia, Guatemala, Islandia, Italia, Luxemburgo, Países Bajos, Nueva Zelanda, Noruega, Suiza, Reino Unido, Estados Unidos y Venezuela. Estados Unidos proveyó alrededor del 40% del presupuesto anual de la OIR que ascendía a $155 millones. El primer director general de la organización fue William Hallam Tuck, quien fue sucedido por J. Donald Kingsley el 31 de julio de 1949.